# 比利亚安
比利亚安，是西班牙卡斯蒂利亚-莱昂帕伦西亚省的一个市镇。 总面积33平方公里，总人口134人（2001年），人口密度4人/平方公里。